# 미스터멘션
미스터멘션(영어: mrmention)은 대한민국 제주도를 시작으로 전 세계 한 달 살기 문화를 만들어가는 서비스이다. 제주도를 중심으로 중장기 관광객들에게 대한 숙박 중개 서비스를 제공하고 있다.

## 기업 정보
미스터멘션은 2016년 4월 설립된 숙박 플랫폼으로 대한민국 부산광역시에 본사를 둔 기업이다. 제주도 뿐만 아니라 치앙마이, 방콕, 부산, 서울에 위치한 숙소를 확보하여 장기숙박 가격을 비교해주고 예약을 할 수 있게 하는 서비스이다.

## 이용방법
미스터멘션을 이용하는 방법은 아래와 같다. 호스트는 미스터멘션 홈페이지에 숙소를 등록하고 숙소 사진, 숙소 소개, 편의 시설과 같은 정보들을 게스트가 알아보기 쉽게 설명해 놓는다.
게스트는 자신이 원하는 가격과 조건에 맞게 숙소를 찾고 예약 신청을 하게 된다. 호스트의 예약 수락이 이루어지면 결제를 통해 숙소를 이용할 수 있다.

### 서비스 이용절차
1. 숙소 검색(지역, 인원수, 기간, 숙소 특징, 한 달 숙박 금액 선택)
2. 숙소 정보 확인(숙소에 대한 리뷰 및 위치, 시설 확인)
3. 금액 조회(기간, 인원 설정 후 금액 조회)
4. 예약 신청(해당 기간 예약 가능 여부 확인)
5. 결제
6. 체크인, 체크아웃

서비스 제공 플랫폼은 웹 사이트, ios 앱, 안드로이드 앱이다.

## 다른 숙박업과의 차별성
미스터멘션은 기존의 다른 숙박 플랫폼이 1박 기준으로 가격을 제시하는 것과 다르게 한 달 숙박 금액을 제시한다.
단기 숙박의 경우 존재하였던 호스트의 숙소 관리 및 공실 문제 해결을 위해 장기간 숙박의 경우 장기 가격을 따로 제시하는 것이 특징이다.
이에 따라 호스트는 1박, 6박, 14박, 29박에 따른 숙박 금액을 설정할 수 있다.